# Cis (comuna)
Cis é uma comuna italiana da região do Trentino-Alto Ádige, província de Trento, com cerca de 299 habitantes. Estende-se por uma área de 5 km², tendo uma densidade populacional de 60 hab/km². Faz divisa com Bresimo, Livo, Caldes e Cles.